# Saison 1972 de la Ligue canadienne de football
Chronologie
Saison précédente Saison suivante
1972 est la 15e saison de la Ligue canadienne de football et la 89e saison depuis la fondation de la Canadian Rugby Football Union en 1884.

## Événements
L'édifice abritant le Temple de la renommée du football canadien ouvre ses portes à Hamilton.
La finale de la conférence de l'Ouest se joue désormais sur un seul match.

## Classements
| Clt   | Équipe                 | PJ | V  | D  | N | BP  | BC  | Pts |
| ----- | ---------------------- | -- | -- | -- | - | --- | --- | --- |
| +001, | Tiger-Cats de Hamilton | 14 | 11 | 3  | 0 | 372 | 262 | 22  |
| +002, | Rough Riders d'Ottawa  | 14 | 11 | 3  | 0 | 298 | 228 | 22  |
| +003, | Alouettes de Montréal  | 14 | 4  | 10 | 0 | 246 | 353 | 8   |
| +004, | Argonauts de Toronto   | 14 | 3  | 11 | 0 | 254 | 298 | 6   |

| Clt   | Équipe                           | PJ | V  | D  | N | BP  | BC  | Pts |
| ----- | -------------------------------- | -- | -- | -- | - | --- | --- | --- |
| +001, | Blue Bombers de Winnipeg         | 16 | 10 | 6  | 0 | 401 | 300 | 20  |
| +002, | Eskimos d'Edmonton               | 16 | 10 | 6  | 0 | 380 | 368 | 20  |
| +003, | Roughriders de la Saskatchewan   | 16 | 8  | 8  | 0 | 330 | 283 | 16  |
| +004, | Stampeders de Calgary            | 16 | 6  | 10 | 0 | 331 | 394 | 12  |
| +005, | Lions de la Colombie-Britannique | 16 | 5  | 11 | 0 | 254 | 380 | 10  |

## Séries éliminatoires

### Demi-finale de la Conférence de l'Ouest
- 12 novembre : Roughriders de la Saskatchewan 8- Eskimos d'Edmonton 6

### Finale de la Conférence de l'Ouest
- 19 novembre : Roughriders de la Saskatchewan 27 - Blue Bombers de Winnipeg 24

### Demi-finale de la Conférence de l'Est
- 11 novembre : Alouettes de Montréal 11 - Rough Riders d'Ottawa 14

### Finale de la Conférence de l'Est
- 18 novembre : Tiger-Cats de Hamilton 7 - Rough Riders d'Ottawa 19
- 26 novembre : Rough Riders d'Ottawa 8 - Tiger-Cats de Hamilton 23

Hamilton remporte la série 30 à 27 et passe au match de la coupe Grey.

### 60ecoupe Grey
- 3 décembre : Les Tiger-Cats de Hamilton gagnent 13-10 contre les Roughriders de la Saskatchewan au stade Ivor-Wynne à Hamilton (Ontario).

## Honneurs individuels
- Trophée Schenley du meilleur joueur : Garney Henley (en) (RÉ), Tiger-Cats de Hamilton
- Trophée Schenley du meilleur joueur de ligne : John Helton (en) (AD), Stampeders de Calgary
- Trophée Schenley du meilleur Canadien : Jim Young (en) (RÉ), Lions de la Colombie-Britannique
- Trophée Schenley de la meilleure recrue : Chuck Ealey (en) (QA), Tiger-Cats de Hamilton
- Trophée Jeff-Russel (courage, habileté, jeu propre et esprit sportif dans la Conférence de l'Est) : Garney Henley (RÉ), Tiger-Cats de Hamilton